# Octobre 1863

## Événements
- 11 octobre : gouvernement libéral de Mihail Kogalniceanu en Roumanie. Il réalise en quelques mois les réformes essentielles : loi de sécularisation des terres et des monastères dédiés (décembre), création d’une Cour des comptes, loi d’organisation de l’armée (février 1864), création d’un Conseil d’État.

- 12 octobre : départ de l'expédition de Eugène Mage et Louis Quintin à Kaarta et à Ségou (fin en 1866).

- 17 octobre, États-Unis, Californie : ouverture de la section San Francisco-Menlo Park de la ligne de chemin de fer de San-Francisco à San Jose (San Francisco & San Jose Rail road company).

- 18 octobre, France : ministère d’Eugène Rouher (« vice-empereur »).

- 31 octobre : début du règne de Georges de Danemark, roi de Grèce (fin en 1913).

## Naissances
- 10 octobre : Louis Cyr, homme fort.

## Décès
- 13 octobre : Philippe Antoine d'Ornano (79 ans), maréchal de France et comte d’Empire, à Paris.